# Graveland
Graveland er et polsk Black Metal-band, dannet i 1992 af Robert "Rob Darken" Fudali, som selv spiller alle instrumenter. Bandets tekster er stærkt inspireret af naturen, hedenskab og nationalisme.

## Diskografi

### Studiealbum
- 1994: Carpathian Wolves
- 1995: Thousand Swords
- 1997: Following the Voice of Blood
- 1998: Immortal Pride
- 2000: Creed of Iron / Prawo Stali
- 2002: Memory and Destiny
- 2003: The Fire of Awakening
- 2004: Dawn of Iron Blades
- 2005: Fire Chariot of Destruction
- 2007: Will Stronger Than Death
- 2009: Spears of Heaven
- 2013: Thunderbolts of the Gods
- 2016: 1050 Years of Pagan Cult
- 2018: Dawn of Iron Blades

### Demoer
- 1992: Necromanteion
- 1992: Promo June '92
- 1992: Drunemeton
- 1993: Epilogue
- 1993: In the Glare of Burning Churches
- 1993: The Celtic Winter
- 1997: Following the Voice of Blood

### Ep'er
- 1994: The Celtic Winter
- 1999: Impaler's Wolves
- 2000: Raiders of Revenge (split med Honor)
- 2001: Raise Your Sword!
- 2002: Blood of Heroes
- 2007: Eastern Hammer (split med Nokturnal Mortum, North og Temnozor)
- 2008: Wotan Mit Mir
- 2010: Cold Winter Blades

## Medlemmer
- Robert "Rob Darken" Fudali – vokal, guitar, bas, synthesizer, keyboard, trommer, trommeprogrammering

### Tidligere medlemmer
- Maciej "Capricornus" Dąbrowski – trommer (1992-1999)
- Grzegorz (også kendt som "Anextiomarus" og "Karcharoth") Jurgielewicz – bas (1992-1995)

## Fodnoter
1. ↑  Finsk drama på Steelfest devilution.dk 7. september 2021, hentet 26. oktober 2024